# تنفس تشاين-ستوكس

رسم سظهر تنفس تشاين-ستوكس وأنماط تنفسية مرضية أخرى.

تنفس تشاين-ستوكس (الاسم العلمي: Cheyne –Stokes respiration) هي حالة تنفس غير طبيعي عميق تدريجيا وفي بعض الأحيان سرعة في التنفس يتبعها نقصان تدريجي ينتج عنه توقف مؤقت في التنفس يدعى انقطاع التنفس. وهذه الطريقة في التنفس تتكرر مع كل دورة تنفسية تستغرق 30 ثانية إلى دقيقتين. يبين ذبذبة في عملية تبادل الغازات بين حالة انقطاع التنفس وفرط في حالة توقف التنفس (Hyper apnea) يصاحبه حالة من الترنح بالزيادة والنقص في وتيرة التنفس وهذا مرتبط بتغير الضغط الجزيئي للأكسجين وثاني أكسيد الكربون بالدم. حالة التنفس شيني- ستوكس وحالة التنفس الدورية، هما حالتان تبين خطورة الذبذبة في حجم الهواء الكلي في الرئتين، الشكل يبين خطوط الفصل في أماكن قياس ومتابعة تبادل الغازات:
حالة شيني- ستوكس تتضمن وقف التنفس انقطاع التنفس (وهذا يعني خاصية دائمة لوقف التنفس المتكرر) بينما التنفس الدوري [الإنجليزية] يتضمن حالة (Hypo apnea) والتي تعني تنفس صغير غير طبيعي ولكن دون فقد التنفس. هذه الظاهرة يمكن أن تحدث عند اليقظة أو أثناء النوم، عند ذلك تسمى هذه الظاهرة متلازمة وقف التنفس المركزي عند النوم النوم (Central sleep apnea syndrome) (CSAS). قد يكون سبب هذه الظاهرة هو إصابة وخلل في مركز تحكم التنفس. أو بسبب تغيرات فسيولوجية غير طبيعية في حالة قصور القلب المزمن، وأيضا يمكن أن نشاهد تلك الظاهرة عند المواليد الجدد الذين يعانون من عدم اكتمال نمو جهاز التنفس لديهم أو تكون هذه الحالة عند الزوار الجدد لمناطق عالية الارتفاع.

يوضح الشكل الحالة التنفسية شيني- ستوكس(Cheyne –Stokes respiration) وحالات تنفسية مرضية أخرى

## تاريخ المرض
هذه الحالة سميت من قبل الطبيبان جون شيني وويليام ستوكس، وهم أول من شخص تلك الحالة في القرن التاسع عشر الميلادي.

## علم فسيولوجيا الأمراض
في علم فسيولوجيا الأمراض يمكن أن تلخص حالة شيني-ستوكس كتوقف مؤقت في التنفس يؤدي إلى زيادة ثاني أكسيد الكربون الذي يسبب زيادة متراكمة لحالة فرط في تبادل الغازات، مما يؤدي إلى تناقص مستوى ثاني أكسيد الكربون وبالتالي حالة توقف التنفس انقطاع النفس (apnea) لتعود هذه الدورة من جديد.
في حالة قصور القلب، نلاحظ عدم استقرار في ذبذبة التغذية الراجعة في نظام تحكم التنفس. أما في نظام تحكم التنفس الطبيعي، فان التغذية الراجعة تسمح للوصول إلى مستوى الاستقرار [الإنجليزية] لتراكيز الغازات في الحويصلات الهوائية، وبالتالي استقرار في مستوى الاكسجين وثاني اكسيد الكربون في الأنسجة. عند مستوى الاستقرار، فان معدل إنتاج ثاني اكسيد الكربون يساوي معدل إخراج الغازات من الجسم عن طريق عملية الزفير (على اعتبار عدم وجود ثاني اكسيد الكربون بالمحيط) وهذا يعبر عن ما تقوم به الحويصلات إنتاج الغازات المتبادلة ة التركيز النهائي لغاز ثاني اكسيد الكربون.
وبسبب هذه العلاقة، فان مستوى الاستقرار يمثل قطعا زائدا:
تبادل الغازات الحويصلي= مقدار إنتاج الجسم من ثاني اكسيد الكربون \ حجم ثاني اكسيد الكربون النهائي الخارج من الجسم.
الصورة بالأسفل تعبر عن هذه العلاقة بنزول المنحنى من أعلى اليسار إلى؟أسفل اليمين، فقط القيم التي تكون بمحاذاة هذا المنحنى هي المسموح بها للجسم لينتج ثاني اكسيد الكربون حتى يعوض ما تم خروجه في عملية الزفير. يبين الشكل خط آخر مستقيم يمتد من أسفل اليسار إلى أعلى اليمين وهو يعبر عن استجابة الجسم التنفسية إلى مستويات مختلفة من ثاني أكسيد الكربون. لذلك تقاطع المنحنى مع المستقيم يعبر عن الحالة الاستقرارية القصوى (s).
خلال رد الفعل المتحكم بالتنفس، فان أي تغير صغير ناتج عنه انخفاض من نسبة التبادل الغازية يؤدي إلى (A) وهي زيادة صغيرة معاكسة لهذا الانخفاض (A`) في تركيز ثاني أكسيد الكربون الحويصلي الذي يستشعر عن طريق نظام التحكم لذلك هذه الزيادة الصغيرة التعويضية اللاحقة في مستوى التبادل الغازي (B)إلى مستوى حالة الاستقرار (S) فانه يساعد على استرجاع مستوى ثاني أكسيد الكربون إلى قيمة الاستقرار له.
بشكل عام، ان الاضراب في عملية تبادل الغازات سواء المؤقت أو الدائم، فان مستوى الاكسجين أو ثاني أكسيد الكربون سوف يستعيد مستواه الطبيعي عن طريق نظام التحكم التنفسي بهذه الطريقة المذكورة.
ولكن في بعض الحالات المرضية، فان ردة الفعل لانخفاض التنفس تكون أكثر قوة من المقدار الضروري لاعادة النظام إلى حالة الاستقرار، فبدلا من أن يتخطى الجهاز التنفسي المشكلة الأساسية، يصبح لديه مشكلة معاكسة للاضراب الأساسي، فاذا كان هذا الاضراب الثاني أكبر من الاضراب الأصلي، فان استجابة الجسم للمشكلة (ردة الفعل)سوف تكون أكبر مما يجعل الذبذبة في تغير التنفس الحويصلي كبيرة جدا.
ان دورة تفاقم الاضراب ستصل إلى نهايتها العظمى عندما يكون الخلل فيه أكبر ما يمكن، وهذا يحدث عندما تكون الاستجابة الفسيولوجية لا تستطيع الزيادة مع حجم المحفز (الاضراب الموجود) يعبر عنها بالخط المستقيم.
وأكثر مثال يوضح ذلك هو عندما ينحدر مستوى التبادل الغازي إلى الصفر، لذلك لا يوجد أقل من هذه القيمة.
إذا حالة شيني-ستوكس التنفسية تستطيع خلال فترة زمنية مدتها عدة دقائق إلى ساعات أن تبقى في حالة انقطاع تنفس (Apnea) أو فرط في حالة نقص التنفس (Hyperapnea) المتكررة.
في نهاية الخط المستقيم ينزل مستوى التبادل الغازي استجابة لعدم انخفاض في ثاني أكسيد الكربون رغم وجود حالة Apnea وهذا يحدث عندما يكون التنفس صغير جدا بحيث لا يصل الغاز إلى الفراغ الحويصلي التبادلي بسبب الحجم الذي يعبر عن سعة الرئتين في حالة الاستنشاق أقل من حجم القناة التنفسية مثل القصبة الهوائية. وبالتالي فان أقل قيم للتنفس تحدث خلال الدورة التنفسية هو عند الفراغ الحويصلي التبادلي الذي فعليا يكون صفر، وبصورة أخرى يمكن أن يكون مراقبا من جهة مقابلة هي قصور وعجز عند وقت تلك النقطة التي يصل اليها تركيز الغازات أقل ما يمكن إلى أن يماثل التركيز الحقيقي في الحويصلات.
يوجد الكثير من العوامل التي تساهم في تحديد الحالة المرضية عن طريق المراقبة السريرية، ولكنها جميعا مرتبطة ببعضها ومتنوعة بشكل كبير. من أكثر العوامل وجودا هي: فرط في عملية تبادل الغازات وطول فترة الدورة التنفسية الواحدة وانخفاض سعة الدم التخزينية للغازات.
فسيولوجيا لأي مريض من هذا النوع، هناك علاقة ما بين انخفاض طول فترة الدورة الواحدة وزيادة حجم الدم الخارج من القلب بالنبضة الواحدة (cardiac output).
لذلك لأي قيمة لمجموع إنتاج ثاني أكسيد الكربون في الجسم فان التبادل الحويصلي يتناسب عكسيا مع أقل تركيز للغاز في الحويصلات (السبب أن ناتج التبادل الغازي يجب أن يكون مساو لمجموع إنتاج ثاني أكسيد الكربون في الجسم).
التغذية الراجعة الكيميائية تتحسس بشكل كبير بموقع حالة الاستقرار، لأن الحساسية الكيميائية إذا ارتفعت (مع ثبات باقي العوامل الأخرى) فان الحالة الاستقرارية لتبادل الغازات سوف تزداد والحالة الاستقرارية لثاني أكسيد الكربون سوف تقل.
ولأن التبادل الغازي وثاني أكسيد الكربون معايير سهلة المراقبة يمكن قياسهل سريريا دون الحاجة إلى تجارب محددة من أجل مراقبته. ان الاختلالات في هذه العوامل هي الأكثر ملاحظة وشيوعا. لكن هناك متغيرات أخرى مثل حساسية التغذية الراجعة الكيميائية يمكن أن تقاس فقط بتجارب معينة، لذا قد لا توجد هذه الاختلالات في المعلومات السريرية المعتادة. عند تشخيص المريض على أنه حالة شيني-ستوكس التنفسية، فان الاستجابة لفرط ثاني أكسيد الكربون سترتفع إلى ما نسبته 100% أو أكثر، وإذا لم يقاس بناء على ذلك يمكن أن يكون انخفاض في ضغط ثاني أكسيد الكربون وارتفاع في عملية التبادل الغازي الفعلية وأحيانا تظهر كخاصية دائمة للمرض.

## الظروف المصاحبة للمرض
هذا الأسلوب غير الطبيعي في التنفس الذي يكون فيه فقد التنفس لمدة معينة ثم بعد ذلك سرعة في الدورة التنفسية، يمكن أن يكون لدى مريضي قصور القلب والسكتة الدماغية ومن لديهم نقص صوديوم وصدمة أو جرح في الدماغ وأورام دماغية.
لكن في بعض الحالات قد يحدث ذلك عند الناس صحتهم جيدة خلال النوم على أماكن مرتفعة، وهذا يمكن أن يحدث في جميع حالات التسمم الدماغي الأيضي وهذه أعراض التسمم بغاز أول أكسيد الكربون يتبعه حالة من الإغماء وفقدان الوعي وهذا النوع من التنفس يمكن ملاحظته عند أشخاص أخذو جرعات من مادة المورفين.
العناية الحثيثة يمكن أن توثق حالة شيني –ستوكس التنفسية وتعتبره حالة مؤدية للموت وتوثق بأن المريض يستطيع التحدث بعد هذه الحادثة بحيث لاتكون موثقة كحالة مرضية مرتبطة بالتنفس، على الرغم أحيانا يكون مقلقا العائلة.